# Геометричний броунівський рух
Геометричний броунівський рух (GBM)  — випадковий процес з неперервним часом, логарифм якого являє собою броунівський рух(вінерівський процес). GBM застосовується з метою моделювання ціноутворення на фінансових ринках і використовується переважно в моделях ціноутворення опціонів, оскільки GBM може приймати будь-які додатні значення. GBM є розумним наближенням до реальної динаміки цін акцій, не враховує, однак, рідкісні події (викиди).
Випадковий процес St є GBM, якщо він задовольняє наступне  стохастичне диференціальне рівняння:
{\displaystyle dS_{t}=\mu S_{t}\,dt+\sigma S_{t}\,dW_{t}}
де {\displaystyle W_{t}} є броунівський рух, а {\displaystyle \mu } («параметр сноса») і {\displaystyle \sigma } («параметр волатильності») постійні.
Для довільного початкового значення S0 дане СДР має розв'язки 
{\displaystyle S_{t}=S_{0}\exp \left(\left(\mu -{\frac {\sigma ^{2}}{2}}\right)t+\sigma W_{t}\right),}
що є логнормально розподілена випадкова величина з математичним очікуванням {\displaystyle \mathbb {E} (S_{t})=e^{\mu t}S_{0}} і дисперсією {\displaystyle \operatorname {Var} (S_{t})=e^{2\mu t}S_{0}^{2}\left(e^{\sigma ^{2}t}-1\right).}
Коректність рішення може бути встановлена з використанням леми Іто. Випадкова величина log(St/S0) розподілена нормально з маточікуванням {\displaystyle (\mu -\sigma ^{2}/2)t} і дисперсією {\displaystyle \sigma ^{2}t}, що означає, що прирости GBM нормальні, що дає можливість говорити про «геометричність» процесу.